# Mona Bates
Mona Bates   (Burlington, 31 d'octubre de 1889 - Toronto, 29 de març de 1971) va ser una concertista i instructora de música canadenca.

## Biografia
Bates era filla dels doctors Frank De Witt Bates i Annabel (n. Grant) Bates. Va començar a tocar el piano als cinc anys d'edat. Va actuar en el seu primer recital públic dos anys més tard. Va estudiar música amb J. E. P. Aldous, Edward Fisher, Augustus Stephen Vogt i Viggo Kihl. Bates va assistir al Conservatori de Música de Toronto quan era nen i va ser l'estudiant més jove a ser nomenat graduat de "Primer Honor". Va començar a ensenyar a l'escola el 1912.

## Carrera
Bates va conèixer Ernest Hutcheson el 1916 mentre estava a Nova York a Chautauqua. Va estudiar amb ell i va treballar com a assistent a la Juilliard School. Durant la Primera Guerra Mundial va jugar en campaments de soldats al Canadà i als Estats Units. Bates va debutar a la ciutat de Nova York a l'"Aeolian Hall" el 9 d'abril de 1920, on el New York Times va assenyalar que rebia "aplaudiments freqüents i sincers". Va actuar com a solista amb la "Lewisohn Stadium Orchestra" i la "Nova York Orquestra Simfònica". Va continuar de gira internacional actuant a Londres, Budapest, Viena i París. Bates va ser citat al "Toronto Daily Star" dient que l'experiència de tocar un arranjament musical a Budapest preparat pel comte Apponyi al piano de Franz Liszt "un dels moments més orgullosos de la meva vida". Mentre feia gira per Europa, sovint actuava fent servir el nom Anom Setab, una grafia inversa del seu nom, per semblar més exòtica. L'escola funcionava des d'una antiga mansió de la família Massey al carrer Jarvis. Els seus estudiants incloïen Margaret Miller Brown, George Crum, Marian Grudeff, Clifford Poole i Naomi Yanova. El 1931, va establir el "Ten Piano Ensemble", que estava afiliat al Musical Manifesto Group de Toronto. Durant la guerra, els dos grups van fer concerts per entretenir els soldats i recaptar diners per a la Creu Roja. A més de dirigir l'escola, Bates va ser membre del comitè de dones de l'Orquestra Simfònica de Toronto i de l'Associació de Professors de Música d'Ontario.

## Mort
Bates va morir a Toronto el 29 de març de 1971 a causa de la malaltia de Pakinson, després d'haver-se jubilat quatre anys abans a causa de la malaltia. En un obituari sobre la vida de Bates, el "Toronto Daily Star" es va referir a ella com "la primera pianista de fama internacional del Canadà".